# Campionato mondiale maschile di pallacanestro Under-21 2005
Il IV campionato mondiale maschile di pallacanestro Under-21 FIBA 2005 (noto anche come FIBA U21 World Championship for Men 2005) si è svolto in Argentina dal 5 al 14 agosto 2005.

## Risultati

### Prima fase a gruppi
|  | Ammesse alle semifinali                  |
|  | Ammesse ai confronti per il 9º-12º posto |

#### Gruppo A
| Squadra            | G | V | P | PF  | PS  | P.ti |
| ------------------ | - | - | - | --- | --- | ---- |
| Australia under 21 | 5 | 5 | 0 | 389 | 332 | 10   |
| Grecia under 21    | 5 | 4 | 1 | 305 | 281 | 9    |
| Argentina under 21 | 5 | 3 | 2 | 312 | 249 | 8    |
| Canada under 21    | 5 | 2 | 3 | 268 | 302 | 7    |
| Israele under 21   | 5 | 1 | 4 | 323 | 333 | 6    |
| Iran under 21      | 5 | 0 | 5 | 0   | 100 | 5    |

#### Gruppo B
| Squadra              | G | V | P | PF  | PS  | P.ti |
| -------------------- | - | - | - | --- | --- | ---- |
| Stati Uniti under 21 | 5 | 5 | 1 | 509 | 369 | 10   |
| Lituania under 21    | 5 | 4 | 1 | 478 | 408 | 9    |
| Porto Rico under 21  | 5 | 3 | 2 | 422 | 378 | 8    |
| Slovenia under 21    | 5 | 2 | 3 | 332 | 362 | 7    |
| Nigeria under 21     | 5 | 1 | 4 | 366 | 457 | 6    |
| Cina under 21        | 5 | 0 | 5 | 334 | 467 | 5    |

### Fase ad eliminazione diretta

#### Tabellone gare 9º - 12º posto
|  | Playoffs         | Playoffs         | Playoffs         |                  |                  | Nono posto       | Nono posto | Nono posto |  |
|  |                  |                  |                  |                  |                  |                  |            |            |  |
|  | Israele under 21 | Israele under 21 | 95               |                  |                  |                  |            |            |  |
|  | Israele under 21 | Israele under 21 | 95               |                  |                  |                  |            |            |  |
|  | Cina under 21    | Cina under 21    | 74               |                  |                  |                  |            |            |  |
|  | Cina under 21    | Cina under 21    | 74               |                  | Israele under 21 | Israele under 21 | 110        |            |  |
|  |                  |                  |                  |                  | Israele under 21 | Israele under 21 | 110        |            |  |
|  |                  |                  | Nigeria under 21 | Nigeria under 21 | 104              |                  |            |            |  |
|  | Nigeria under 21 |                  | Nigeria under 21 | Nigeria under 21 | 104              |                  |            |            |  |
|  |                  |                  |                  |                  |                  |                  |            |            |  |
|  |                  |                  |                  |                  |                  | Undicesimo posto |            |            |  |
|  |                  |                  |                  |                  |                  |                  |            |            |  |
|  |                  |                  |                  |                  |                  |                  |            |            |  |
|  |                  |                  |                  |                  |                  | Cina under 21    |            |            |  |
|  |                  |                  |                  |                  |                  |                  |            |            |  |
|  |                  |                  |                  |                  |                  |                  |            |            |  |

#### Tabellone gare 5º - 8º posto
|  | Playoffs             | Playoffs             | Playoffs             |                      |                    | Quinto posto        | Quinto posto        | Quinto posto  |  |
|  |                      |                      |                      |                      |                    |                     |                     |               |  |
|  | Argentina under 21   | Argentina under 21   | 70                   |                      |                    |                     |                     |               |  |
|  | Argentina under 21   | Argentina under 21   | 70                   |                      |                    |                     |                     |               |  |
|  | Slovenia under 21    | Slovenia under 21    | 43                   |                      |                    |                     |                     |               |  |
|  | Slovenia under 21    | Slovenia under 21    | 43                   |                      | Argentina under 21 | Argentina under 21  | 85                  |               |  |
|  |                      |                      |                      |                      | Argentina under 21 | Argentina under 21  | 85                  |               |  |
|  |                      |                      | Stati Uniti under 21 | Stati Uniti under 21 | 111                |                     |                     |               |  |
|  | Porto Rico under 21  | Porto Rico under 21  | Stati Uniti under 21 | Stati Uniti under 21 | 111                | 79                  |                     |               |  |
|  | Porto Rico under 21  | Porto Rico under 21  |                      |                      |                    | 79                  |                     |               |  |
|  | Stati Uniti under 21 | Stati Uniti under 21 | 99                   |                      |                    | Settimo posto       | Settimo posto       | Settimo posto |  |
|  | Stati Uniti under 21 | Stati Uniti under 21 | 99                   |                      |                    |                     |                     |               |  |
|  |                      |                      |                      |                      |                    |                     |                     |               |  |
|  |                      |                      |                      |                      |                    | Porto Rico under 21 | Porto Rico under 21 | 86            |  |
|  |                      |                      |                      |                      |                    | Porto Rico under 21 | Porto Rico under 21 | 86            |  |
|  |                      |                      |                      |                      |                    | Slovenia under 21   | Slovenia under 21   | 77            |  |

#### Tabellone finale
|  | Quarti di finale     | Quarti di finale   |                   |                    | Semifinali                | Semifinali                |  |  | Finale | Finale |
|  |                      |                    |                   |                    |                           |                           |  |  |        |        |
|  |                      |                    |                   |                    |                           |                           |  |  |        |        |
|  |                      |                    |                   |                    |                           |                           |  |  |        |        |
|  | Lituania under 21    | 76                 |                   |                    |                           |                           |  |  |        |        |
|  | Lituania under 21    | 76                 |                   |                    |                           |                           |  |  |        |        |
|  | Argentina under 21   | 63                 |                   |                    |                           |                           |  |  |        |        |
|  | Argentina under 21   | 63                 | Lituania under 21 | 96                 |                           |                           |  |  |        |        |
|  |                      |                    | Lituania under 21 | 96                 |                           |                           |  |  |        |        |
|  |                      | Australia under 21 | 73                |                    |                           |                           |  |  |        |        |
|  | Australia under 21   | Australia under 21 | 73                | 89                 |                           |                           |  |  |        |        |
|  | Australia under 21   |                    |                   | 89                 |                           |                           |  |  |        |        |
|  | Slovenia under 21    | 80                 |                   |                    |                           |                           |  |  |        |        |
|  | Slovenia under 21    | 80                 | Lituania under 21 | 65                 |                           |                           |  |  |        |        |
|  |                      |                    | Lituania under 21 | 65                 |                           |                           |  |  |        |        |
|  |                      | Grecia under 21    | 63                |                    |                           |                           |  |  |        |        |
|  | Grecia under 21      | Grecia under 21    | 63                | 88                 |                           |                           |  |  |        |        |
|  | Grecia under 21      |                    |                   | 88                 |                           |                           |  |  |        |        |
|  | Porto Rico under 21  | 63                 |                   |                    |                           |                           |  |  |        |        |
|  | Porto Rico under 21  | 63                 | Grecia under 21   | 74                 | Finale per il terzo posto | Finale per il terzo posto |  |  |        |        |
|  |                      |                    | Grecia under 21   | 74                 | Finale per il terzo posto | Finale per il terzo posto |  |  |        |        |
|  |                      | Canada under 21    | 61                |                    |                           |                           |  |  |        |        |
|  | Stati Uniti under 21 | Canada under 21    | 61                | 90                 | Canada under 21           | 79                        |  |  |        |        |
|  | Stati Uniti under 21 |                    |                   | 90                 | Canada under 21           | 79                        |  |  |        |        |
|  | Canada under 21      | 93                 |                   | Australia under 21 | 74                        |                           |  |  |        |        |
|  | Canada under 21      | 93                 |                   |                    | 74                        |                           |  |  |        |        |
|  |                      |                    |                   |                    |                           |                           |  |  |        |        |
|  |                      |                    |                   |                    |                           |                           |  |  |        |        |

## Classifica finale
| Campione del Mondo | Campione del Mondo | Campione del Mondo | Campione del Mondo |
| --- | ------------------ | --- | ------------------ |
| Lituania under 214 Navickas, 5 Babrauskas, 6 Mačiulis, 7 Jomantas, 8 Seibutis, 9 Prekevičius, 10 Pridotkas, 11 Kavaliauskas, 12 Anisimovas, 13 Jankūnas, 14 Alijevas, 15 Šilinskis, All. Ramūnas Butautas |                    | |                    |
| Argento | Grecia             | Grecia under 214 Sourlīs, 5 Xanthopoulos, 6 Morfīs, 7 Vasileiadīs, 8 Apostolidīs, 9 Aggelopoulos, 10 Koupidīs, 11 Karavanas, 12 Maurokefalidīs, 13 Vasilopoulos, 14 Zeukilīs, 15 Vougioukas, All. Manos Manouselīs |                    |
| Bronzo | Canada             | Canada under 214 Costain, 5 Blackwood, 6 Altidor-Cespedes, 7 Gallimore, 8 Kou, 9 Francis, 10 Rautins, 11 Doornekamp, 12 MacDonald, 13 Galick, 14 Kendall, 15 Kuljanin, All. Dave Crook                             |                    |
| 4. | Australia          | Australia under 214 Jawai, 5 Gibson, 6 Hill, 7 Marković, 8 Janev, 9 Bruce, 10 Allen, 11 Marić, 12 Harris, 13 Newley, 15 Carter, All. Guy Molloy                                                                    |                    |
| 5. | Stati Uniti        | Stati Uniti under 214 J. Gray, 5 Ray, 6 Rondo, 7 Collins, 8 Redick, 9 Williams, 10 Gay, 11 Roberts, 12 Fazekas, 13 Withers, 14 T. Gray, 15 Davis, All. Phil Martelli                                               |                    |
| 6. | Argentina          | Argentina under 214 Alloatti, 5 Rivero, 6 Schattmann, 7 Sandes, 8 Oprandi, 9 Figueroa, 10 Treise, 11 Vay, 12 Brezzo, 13 Torres, 14 Weigand, 15 Mainoldi, All. Gonzalo García                                       |                    |
| 7. | Porto Rico         | Porto Rico under 214 Ramos, 5 Barea, 6 Santana, 7 Ayuso, 8 Cepero, 9 Rosas, 10 Rodríguez, 11 Galindo, 12 Vassallo, 13 Clemente, 14 Sánchez, 15 Colón, All. -                                                       |                    |
| 8. | Slovenia           | Slovenia under 214 Vrečko, 5 Urbanc, 6 Zagorc, 7 Črešnar, 8 Fon, 9 Venta, 11 Zagorac, 12 Julević, 13 Lorbek, 14 Rizvić, 15 Sebič, All. Ivan Periča                                                                 |                    |
| 9. | Nigeria            | Nigeria under 214 Ugboaja, 5 Negedu, 6 Alao, 7 Usman, 8 Alayande, 9 Echefu, 10 Ozegya, 11 Soroye, 12 Odiakosa, 13 Gumut, 14 Awere, 15 Nwevo, All. -                                                                |                    |
| 10. | Israele            | Israele under 214 Nir, 5 E. Eliyahu, 6 Ben Chimol, 7 Lipshits, 8 Simin, 9 Halperin, 10 Kohanski, 11 Zagury, 12 Limonad, 13 L. Eliyahu, 14 Kazarnoski, 15 Ermichin, All. Arik Shivek                                |                    |
| 11. | Cina               | Cina under 214 Zhang, 5 Luo, 6 Sun, 7 Wang Z., 8 Men, 9 Mulati, 10 Meng, 11 Wang Y., 12 Yi, 13 Chen, 14 Hu, 15 Gu, All. -                                                                                          |                    |
| 12. | Iran               | Ritirata prima dell'inizio del torneo |                    |